# Альпиев, Толеубек Нигметович
Толеубек Нигметович Альпиев (род. 27 января 1948, Фрунзе, Киргизская ССР, СССР) — советский и казахский артист оркестра, музыкальный педагог. Заслуженный деятель Казахстана (1998). Лауреат Государственной премии Республики Казахстан в области литературы и искусства (2018).

## Биография
Родился 27 января 1948 года во Фрунзе.
В 1968 году окончил Академическое музыкальное училище при Московской консерватории имени П. И. Чайковского.
В 1977 году окончил с отличием Алма-Атинскую государственную консерваторию им. Курмангазы по классу скрипки.

## Трудовой деятельности
С 1970 по 1972 годы — артист оркестра телевидения и радио Киргизской ССР, г. Фрунзе
С 1972 по 1977 годы — работал в камерном оркестре телевидения и радио Казахской ССР
С 1985 по 1987 годы — заместитель директора гастрольно-концертного объединения «Казахконцерт»
С 1987 по 1988 годы — директор гастрольно-концертного объединения «Казахконцерта»
С 1988 по 1989 годы — директор, художественный руководитель Государственной филармонии им. Жамбыла
С 1989 по 1992 годы — заместитель председателя Гос комитета по культуре при Совете Министров Казахской ССР
С 1992 по 1995 годы — заместитель министра культуры Казахской ССР
С 1995 по 2000 годы — генеральный директор Дирекции Международных культурных программ Комитета культуры, г. Алматы
С 2000 по 2013 годы — директор впервые созданного в Астане Национального театра оперы и балета им. К. Байсеитовой
С 2013 по 2014 годы — заместитель директора Государственного театра оперы и балета «Astana Opera»
С 2014 по 2016 годы — директор государственного театра оперы и балета «Astana Opera»
С 28 сентября 2016 года по настоящее время — первый заместитель директора государственного театра оперы и балета «Astana Opera»

## Награды и звания
- 1998 — Заслуженный деятель Казахстана за заслуги в области казахского культуры и искусств.
- 2005 — Орден Курмет за заслуги в области казахского театрального и музыкального искусства.
- 2011 — Орден Парасат за выдающийся вклад в развитие отечественной культуры и искусства, многолетнюю творческую деятельность.
- 2011 — Лауреат Национальной премии «Алтын Адам» Человек года в номинации «Деятель культуры»
- 2016 — Межгосударственная премия СНГ «Звёзды Содружества» (24 октября 2017)[1]
- 2018 — Государственная премия Республики Казахстан в области литературы и искусства за оперу «Абай» (Л. Хамиди, А. Жубанов);[2]
- Медали
- 2008 — Медаль «10 лет Астане»
- 2011 — Медаль «20 лет независимости Республики Казахстан»
- 2015 — Медаль «20 лет Ассамблеи народа Казахстана»
- 2015 — Медаль «550 лет Казахского ханства»
- 2016 — Медаль «25 лет независимости Республики Казахстан»
- 2017 — Нагрудный знак «25 лет полиции Республики Казахстан»
- 2018 — Медаль «20 лет Астане»[3]